# Mirante News FM
A Mirante News FM é uma emissora de rádio brasileira sediada em São Luís, capital do estado do Maranhão, que opera na frequência modulada de 104,1 MHz, migrante dos 600 kHz em AM, por qual operava como Mirante AM. Pertence ao Grupo Mirante, de propriedade da família Sarney, do qual também fazem parte a Rede Mirante (afiliada à TV Globo), o jornal O Estado do Maranhão e a Mirante FM. Seus estúdios e antena de transmissão para FM estão localizados na sede do grupo, no bairro São Francisco, e os transmissores para AM estão no bairro Vila Embratel.

## História
A primeira transmissão foi realizada no dia 10 de maio de 1988. Naquele período, a música era o forte da programação, feita com os hits mais marcantes da época. Com o passar dos anos, a Mirante AM passa a adotar uma programação diversificada com informação, prestação de serviços, esporte e interatividade.
A Mirante AM afiliou-se à Central Brasileira de Notícias (CBN) em 1995, depois de operar sete anos como emissora independente.
Durante a afiliação, a produção local ficou restrita ao jornalismo e músicas.
Em 1997, com o término de contrato de afiliação com a CBN, a própria Mirante começa aos poucos formar cadeia de rede regional de rádio, depois que a emissora passou ser transmitida através por via satélite. As rádios AM do interior do estado passaram transmitir a recém criada rede.
Em 1999, a Mirante perdeu diversas afiliadas AMs para a Rede SomZoom Sat, que fazia sucesso na Região Nordeste. Apesar disso, manteve outras afiliadas e devido a grande abrangência, a Mirante buscou indicadores para mensurar seu esforço de comunicação e sua posição diante da concorrência.
A necessidade leva a Mirante a iniciar no mesmo ano, a parceria com o Instituto Brasileiro de Opinião Pública e Estatística (IBOPE), umas das empresas de pesquisa mais conceituadas do Brasil, para a realização de pesquisas periódicas sobre a audiência da emissora em todas as emissoras AMs em São Luís.

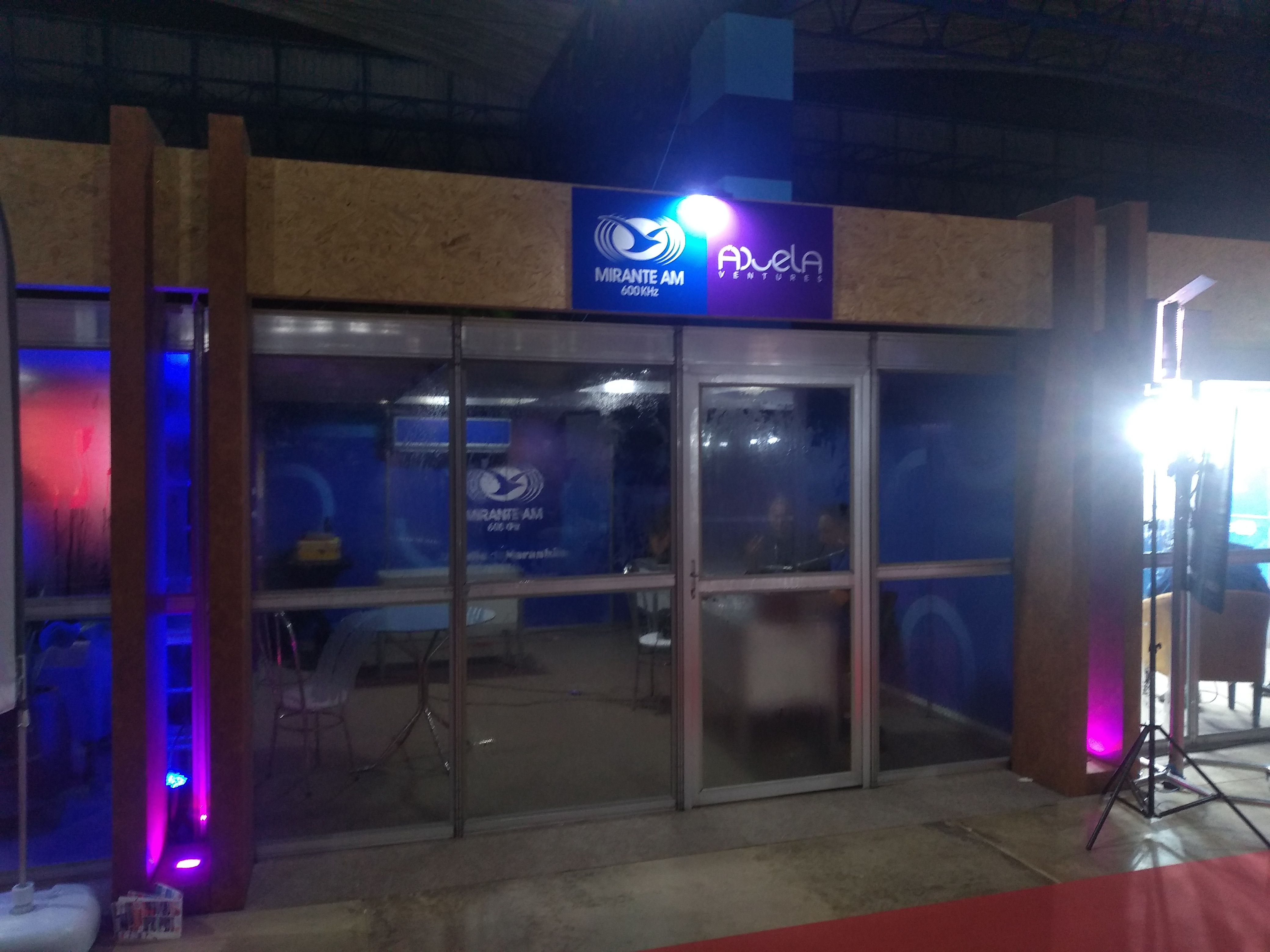
Estúdio da emissora na Expo Indústria Maranhão 2022

Em 2001, consciente do processo de convergência de mídias, a Mirante AM iniciou a participação também na internet, através do site www.miranteam.com e o lançamento foi recebido positivamente como oportunidade de ampliar a divulgação da rádio, assim como garantir mais ouvintes e também novos internautas.
Em 2007, a rádio ganhou novas afiliadas e está presente em grande parte do território maranhense.
Em março de 2009, a rádio reafirma a liderança apresentando 35,89% de share de frequência dentre todas as emissoras AM em São Luís.
Em abril de 2024, o Grupo anunciou que a Rádio Mirante migraria do AM 600 para o FM 104.1 mudando o nome para Mirante News FM, mantendo a programação jornalística, esportiva e de prestação de serviços ganhando uma nova plástica e um novo estúdio, passando a contar com uma nova programação musical no formato adulto-contemporâneo. A nova emissora entrou no ar no dia 3 de junho.